# Liste d'élections en 1886
Chronologie des élections
- 1882
- 1883
- 1884
- 1885
- 1886
- 1887
- 1888
- 1889
- 1890

Cet article recense les élections organisées durant l'année 1886.

## Élections nationales en 1886
Cette section concerne les élections législatives et présidentielles dans un état souverain, éventuellement fédéral, ainsi que leurs principaux référendums.
| Date                | État          | Élection ou référendum          | Contexte | Résultat |
| ------------------- | ------------- | ------------------------------- | -------- | --- |
| 1886                | Hawaï         | Législatives (en)               |          | Cette section est vide, insuffisamment détaillée ou incomplète. Votre aide est la bienvenue ! Comment faire ? |
| 15 janvier          | Brésil        | Législatives (en)               |          | Cette section est vide, insuffisamment détaillée ou incomplète. Votre aide est la bienvenue ! Comment faire ? |
| 27 mars             | Venezuela     | Présidentielle (es)             |          | Cette section est vide, insuffisamment détaillée ou incomplète. Votre aide est la bienvenue ! Comment faire ? |
| Mars                | Équateur      | Vice-présidentielle (es)        |          | Cette section est vide, insuffisamment détaillée ou incomplète. Votre aide est la bienvenue ! Comment faire ? |
| Mars                | Pérou         | Présidentielle (es)             |          | Cette section est vide, insuffisamment détaillée ou incomplète. Votre aide est la bienvenue ! Comment faire ? |
| Mars                | Uruguay       | Présidentielle (es)             |          | Cette section est vide, insuffisamment détaillée ou incomplète. Votre aide est la bienvenue ! Comment faire ? |
| Novembre            | Uruguay       | Présidentielle[réf. nécessaire] |          | Cette section est vide, insuffisamment détaillée ou incomplète. Votre aide est la bienvenue ! Comment faire ? |
| 4 avril             | Espagne       | Générales                       |          | Cette section est vide, insuffisamment détaillée ou incomplète. Votre aide est la bienvenue ! Comment faire ? |
| 4 avril             | Costa Rica    | Présidentielle (en)             |          | Cette section est vide, insuffisamment détaillée ou incomplète. Votre aide est la bienvenue ! Comment faire ? |
| 4 - 10 avril        | Liechtenstein | Législatives (en)               |          | 7 députés élus (de)                                                                                           |
| 11 avril            | Argentine     | Présidentielle (en)             |          | Cette section est vide, insuffisamment détaillée ou incomplète. Votre aide est la bienvenue ! Comment faire ? |
| 26 avril            | Serbie        | Législatives (en)               |          | Cette section est vide, insuffisamment détaillée ou incomplète. Votre aide est la bienvenue ! Comment faire ? |
| 23 - 31 mai         | Italie        | Législatives                    |          | Cette section est vide, insuffisamment détaillée ou incomplète. Votre aide est la bienvenue ! Comment faire ? |
| 7 juin - 2 novembre | États-Unis    | Chambre (en)                    |          | Cette section est vide, insuffisamment détaillée ou incomplète. Votre aide est la bienvenue ! Comment faire ? |
| 8 juin              | Belgique      | Législatives (nl)               |          | Cette section est vide, insuffisamment détaillée ou incomplète. Votre aide est la bienvenue ! Comment faire ? |
| 15 juin             | Pays-Bas      | 2de Chambre (nl)                |          | Cette section est vide, insuffisamment détaillée ou incomplète. Votre aide est la bienvenue ! Comment faire ? |
| 15 juin             | Chili         | Présidentielle (es)             |          | Cette section est vide, insuffisamment détaillée ou incomplète. Votre aide est la bienvenue ! Comment faire ? |
| 1er - 7 juillet     | Royaume-Uni   | Générales                       |          | Cette section est vide, insuffisamment détaillée ou incomplète. Votre aide est la bienvenue ! Comment faire ? |
| 10 août             | Colombie      | Présidentielle                  |          | Cette section est vide, insuffisamment détaillée ou incomplète. Votre aide est la bienvenue ! Comment faire ? |
| 1886 - 1887         | États-Unis    | Sénat (en)                      |          | Voir l'article Liste d'élections en 1887                                                                      |

## Élections en subdivisions nationales en 1886
Cette section concerne les élections législatives dans un État fédéré, une subdivision territoriale ou une colonie d'un État souverain, ainsi que leurs principaux référendums.
| Date                      | Subdivision           | État               | Élection ou référendum | Contexte | Résultat |
| ------------------------- | --------------------- | ------------------ | ---------------------- | -------- | --- |
| 1886                      | Colombie-Britannique  | Canada             | Générales (en)         |          | Cette section est vide, insuffisamment détaillée ou incomplète. Votre aide est la bienvenue ! Comment faire ? |
| 11 - 20 janvier           | Maurice               | Empire britannique | Générales (en)         |          | Cette section est vide, insuffisamment détaillée ou incomplète. Votre aide est la bienvenue ! Comment faire ? |
| 30 janvier - 19 septembre | Suède                 | Suède-Norvège      | 1re Chambre (sv)       |          | Cette section est vide, insuffisamment détaillée ou incomplète. Votre aide est la bienvenue ! Comment faire ? |
| 5 mars                    | Victoria              | Empire britannique | Coloniales (en)        |          | Cette section est vide, insuffisamment détaillée ou incomplète. Votre aide est la bienvenue ! Comment faire ? |
| Mars                      | Suriname              | Pays-Bas           | Législatives (en)      |          | Cette section est vide, insuffisamment détaillée ou incomplète. Votre aide est la bienvenue ! Comment faire ? |
| 26 avril                  | Nouveau-Brunswick     | Canada             | Générales              |          | Cette section est vide, insuffisamment détaillée ou incomplète. Votre aide est la bienvenue ! Comment faire ? |
| Juin                      | Islande               | Danemark           | Législatives (en)      |          | Cette section est vide, insuffisamment détaillée ou incomplète. Votre aide est la bienvenue ! Comment faire ? |
| 8 - 15 juin               | Nouvelle-Écosse       | Canada             | Générales (en)         |          | Cette section est vide, insuffisamment détaillée ou incomplète. Votre aide est la bienvenue ! Comment faire ? |
| 30 juin                   | Île-du-Prince-Édouard | Canada             | Générales (en)         |          | Cette section est vide, insuffisamment détaillée ou incomplète. Votre aide est la bienvenue ! Comment faire ? |
| 28 septembre              | Bulgarie              | Empire ottoman     | Législatives (bg)      |          | Cette section est vide, insuffisamment détaillée ou incomplète. Votre aide est la bienvenue ! Comment faire ? |
| 1er novembre              | Chypre                | Empire britannique | Législatives (en)      |          | Cette section est vide, insuffisamment détaillée ou incomplète. Votre aide est la bienvenue ! Comment faire ? |
| 14 novembre               | Québec                | Canada             | Générales              |          | Cette section est vide, insuffisamment détaillée ou incomplète. Votre aide est la bienvenue ! Comment faire ? |
| 9 décembre                | Manitoba              | Canada             | Générales (en)         |          | Cette section est vide, insuffisamment détaillée ou incomplète. Votre aide est la bienvenue ! Comment faire ? |
| 28 décembre               | Ontario               | Canada             | Générales              |          | Cette section est vide, insuffisamment détaillée ou incomplète. Votre aide est la bienvenue ! Comment faire ? |